# Pasarét
Der Stadtteil Pasarét [ˈpɒʃɒreːt] (dt. Sauwiesen) ist seit der Entstehung von Groß-Budapest im Jahre 1950 Teil des II. Budapester Bezirks. Geographisch gehört es zu den Budaer Bergen.

## Lage
Pasarét wird umgrenzt vom Tal des sich ausbreitenden Bach des Teufelsgrabens (ung. Ördög-Árok), welcher in Nagykovácsi entspringt und in die Donau fließt, vom Fuß des Apáthy-Felsens bis hin zum Városmajor und vom Bereich zwischen der Hüvösvölgyi Straße und der Pasaréti Straße.
Vom Norden grenzt Pasarét an die Stadtteile Rézmál, Törökvész, Lipótmező (dt. Leopoldfeld), vom Süden an Városmajor, Kútvölgy (dt. Brunntal), Virányos, Szépilona (dt. Schönhelene) und Kurucles (dt. Kreutzenwinkel).

## Namensherkunft
Seinen heutigen Namen bekam der Stadtteil im Rahmen der Magyarisierung (ung. „Dűlőkeresztelő“) im Jahr 1847 von Gábor Döbrentei, als damals die ehemaligen deutsch bevölkerten Bezirke ungarische Namen bekamen. Sauwiesen und Schmalzbergel wurden so nach dem letzten Budaer Pascha Abdurrahman Abdi Pasarét, also Paschawiese, genannt. Nach einer anderen Meinung wurde das verbuschte Gebiet neben dem Teufelsgraben auf Serbisch Pasa genannt und auf Deutsch Ried, aus deren Zusammensetzung wurde somit „Pasa-Ried“, also Pasarét.

## Geschichte

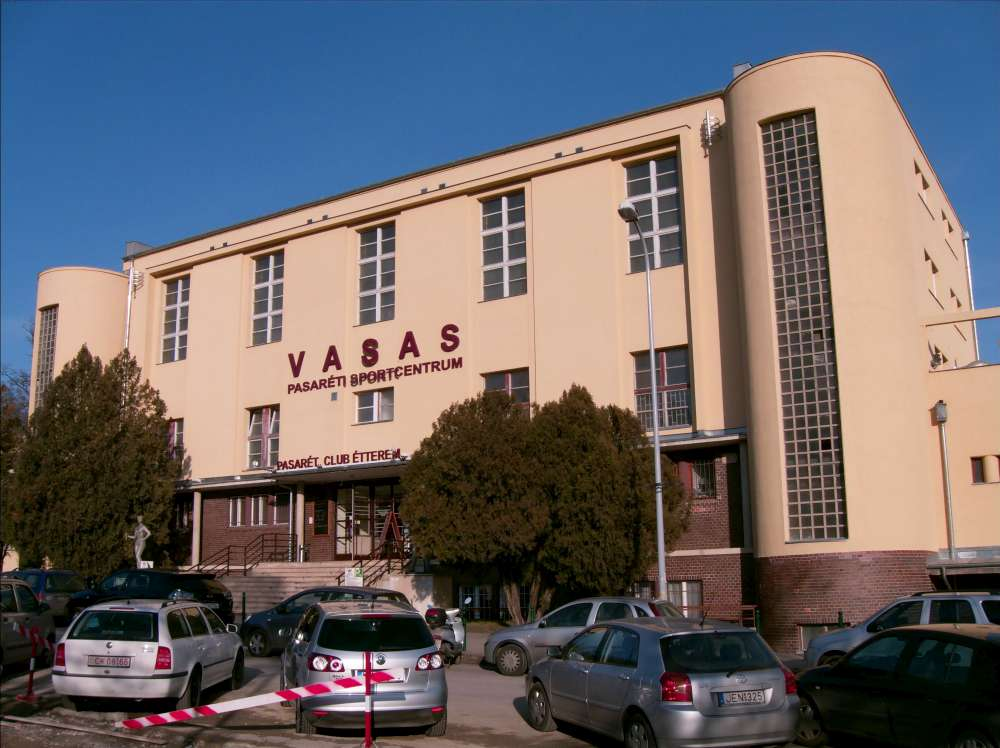
Vasas Sportzentrum

Aus Mangel an archäologischen Funden weiß man über die Vorgeschichte von Pasarét nichts, es ist aber sehr wahrscheinlich, dass dieses sumpfige Gebiet sowohl für Urmenschen als auch für Tiere nicht bewohnbar war. Die aus dem 3. bis 4. Jahrhundert stammende römische Grabstelle der Villa rustica wurde 1863 aus dem höher liegenden Schmalzbergel (heute das Gebiet des Vasas Sportzentrums) geborgen.
Bereits die Magyaren aus der Zeit der Honfoglalás (dt. Die Eroberung des Vaterlandes) legten ihre Siedlungen auf die Hügel von Nyék und dem Franzenhügel nieder und ließen das Tal vom Teufelsgraben frei für Weiden und Wiesen.
Die Budaer Burg stärkte sich nach dem Mongolensturm und mit dem Umzug des königlichen Hofes nach Buda im 13. Jahrhundert siedelte sich auch die Hofshaltung an in den naheliegenden Budaer Bergen. Solche Siedlungen waren auch Solymár (dt. Falkner), Nagykovácsi (dt. Großschmied) und Hidegkút (dt. Kühlbrunnen), wo sich die höfischen Falkner, Schmiede und königlichen Kriegsmusikanten niederließen. Zu dieser Zeit gehörten Pasarét und die Gegend bis hin zum heutigen Margit-Ring und die Siedlung Felhévíz bei der Donau zum Hof des Heiligen Kreuz-Hospitalordens vom Heiligen Stephans-Chorherren-Ordens.
Gespan Kunc, der Richter von Buda, mietete die Gegend von der Kirche von Felhévíz am Ende des 13. Jahrhunderts. Er steuerte seine Wein- und Getreidewirtschaft von seiner Hochburg aus, die auf dem sich heute im Stadtteil Schönhelene befindenden Hügel stand.
Im 15. Jahrhundert wurde das Gebiet bereits von Budaer Patriziern bevölkert, und nach der Mitte des Jahrhunderts gelangte es in den Besitz von Elisabeth von Luxemburg und dem König zusammen mit dem Wildgarten, der von dem heutigen Kurucles entlang des Lipótmező bis hin zu Nyék an Hüvösvölgy reichte. In seiner Mitte befindet sich das heute in der Fekete István Straße liegende Jagdschloss. Mit dem Bau des Schlosses hatte man zur Zeit von Sigismund von Luxemburg begonnen, aber seine volle Pracht erhielt es in der Zeit von Matthias Corvinus und den Jagiellonen.
Zur Zeit des Türkenkrieges war das Gebiet bekannt als die Wiese des Beys Veli und war Gebiet der Budaer Paschas. Im Jahr 1599, während des 15-jährigen Krieges, wurde hier von den ungarischen Truppen der Budaer Pascha Dív Süleyman, auch Teufel genannt, gefangen genommen.
Ab dem 18. Jahrhundert kamen deutsche Siedler in die Budaer Berge und ließen die römische und mittelalterliche Weinanbaukultur wieder auferstehen. Zu dieser Zeit bekamen diese Budaer Bereiche ihre deutschen Namen. Der II. Bezirk hieß damals Országút (Chaussee) Außenbezirk.
1820 wurde der Teufelsgraben reguliert, die Sauwiesen wurden aufgeschüttet und somit für Maisanbau geeignet gemacht.
Der Stadtteil erhielt 1847 seinen Namen Pasarét. Zu dieser Zeit begann die Ziegelfabrik Henrik Drasche, die ihren Namen 1868 in Steinkohlenwerk und Ziegelfabrik-Gesellschaft änderte, ihre Produktion. Sie ging 1932 bankrott. Nach der Vereinigung von Pest, Buda und Óbuda im Jahr 1873 wurde Budapest zu einer echten Metropole, und die Außenbezirke wurden immer mehr integriert. 1869 startete die Pferdebahn in Richtung Zugliget und 1903 auf dieser Linie auch die Straßenbahn nach Hüvösvölgy, die erst nur als Wanderweg fungierte; sie wurde bis zum 20. Jahrhundert zu einer der Hauptverkehrslinien. Für die Entwicklung des Nahverkehrs musste die seit der Antike existierende Hidegkúti Straße (heute Hűvösvölgyi Straße) zusammen mit der Pasaréti Straße (1899) ausgebaut und die Auffüllung des Teufelsgrabens (1877) beendet werden.
Der Ausbau des Pasaréter Villenbezirks begann mit der Gestaltung der Házmán Straße in den 1900er Jahren und mit dem Bau der Villen in der Pasaréti- und Hidegkúti-Straße (z. B. die Emília Márkus Villa in der 85. Hűvösvölgyi Straße und die Ferenc Herczeg Villen mit der Hausnummer 87 wurden 1912 erbaut)
Nach dem Ersten Weltkrieg entstanden in den 1920er und 1930er Jahren neue Straßen mit Häusern im eklektischen und im Stil des Bauhauses. An der Ecke der Pasaréti- und der Ditró-Straße wurde die zweitgrößte Filmfabrik von Ungarn erbaut, der Star. Bis Anfang der 1990er Jahre waren hier die Synchronstudios der Mafilm (Mafilm Hungarian Film Studios).
An der anderen Seite der Dirtó Straße waren die Sportanlagen des Pénzügyi Tisztviselők Budagyöngye SCs, der Sportklub der Finanzvorstände und ab 1950 dann des Fußballplatzes des Pénzügyőr Sportvereins.
Der Bus Nr. 5 hat seine Endstation am Pasaréti Platz und ist eine der ältesten Buslinien der Hauptstadt.
Pasarét wurde in der Zwischenkriegszeit völlig bebaut. Zu dieser Zeit, im Jahr 1931, wurde die Villagegend der Napraforgó Straße im Stile des Bauhauses erbaut, sowie die Lukóy Villa unter der Hausnummer 12/a in der Battai Straße, der Pasaréti Platz mit seinem Busterminal und der Römisch-katholischen Kirche und Kloster, die Reformierte Kirche am Torockó Platz und die Häuser der Pasaréti Straße, der Szilágyi Erzsébet Allee, der Hűvösvölgyi Straße und deren Querstraßen. Am Platz der Ziegelfabrik Drasche entstanden 1940 das Zentralgebäude und der Sportplatz des Budaer Turnverbandes, seit 1947 Vasas Sportplatz.
Während des Zweiten Weltkrieges drangen am 25. Dezember 1944 bei der Hüvösvölgyi Straße die Schützenkorps der X. Garde der 3. Ukrainischen Front in Buda ein. Sie gelangten ganz bis zu dem Heiligen Josef Krankenhaus. Hier wurde der Marsch der Russen von dem Angriffsbataillon bis Anfang Februar 1945 aufgehalten. Der Ausbruch der deutschen Truppen am 11. Februar 1945 geschah hauptsächlich durch das Tal des Teufelsgrabens. Der SS-Offizier der deutschen Truppen, SS-Obergruppenführer und General der Waffen-SS Karl Pfeffer-Wildenbruch, wurde vor dem Kanal der Akademie mit seinen Generalstabschefs festgenommen.
Nach dem Neubau von Anfang der 1950er Jahre bis zur Wende wurden fast ausschließlich öffentliche Gebäude errichtet: die Szabó Lőrinc Zweisprachige Grundschule und Gymnasium, das Budagyöngye Einkaufszentrum, der PSE-Hauptsitz.
Nach der Wende blühte der Hausbau wieder auf und die freien Grundstücke wurden mit Wohnhäusern und Villen bebaut.
Bis 1999 wurden die Holzkonstruktionen der Haltestellen der Straßenbahn Nr. 56 nach alten Plänen erneuert, ein Fahrradweg entlang des Teufelsgrabens erbaut, der nach dem Donau-Korso der zweitlängste in Budapest ist, und die Reithalle der Landwehr in der Hidász Straße eröffnete ihre Tore.
2003 wurde in der ehemaligen Villa Márkus die neue Abteilung der Szabó Ervin Bibliothek eröffnet.

## Sehenswürdigkeiten

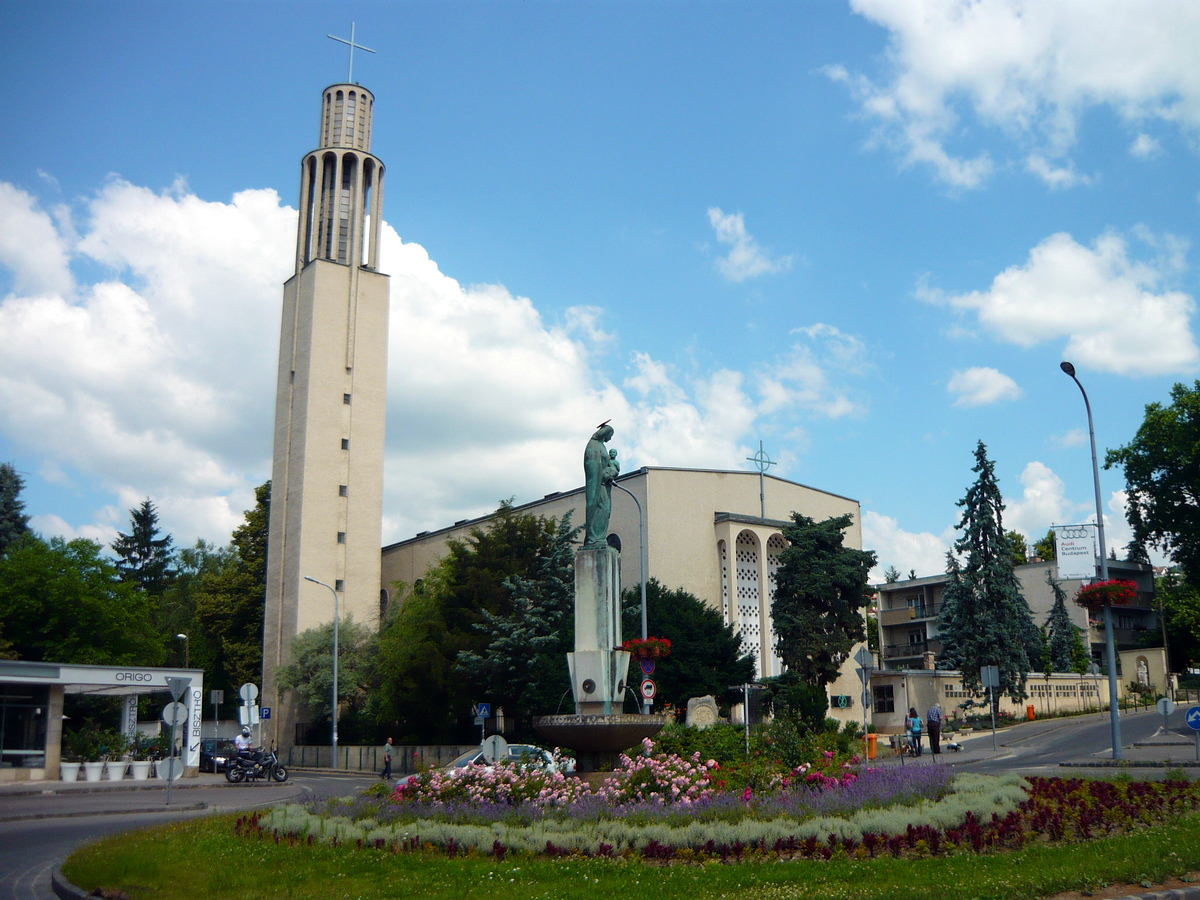
Kirche am Pasaréti-Platz

- Áron-Gábor-Denkmal – Szilágyi Erzsébet Allee,
- László-Németh-Statue – bei dem Vasas Sportplatz,
- Mária-Brunnen – am Pasaréti Platz,
- Raoul-Wallenberg-Statue – Szilágyi Erzsébet Allee,
- Napraforgó Straße – Denkmal,
- Pál-Jávor-Gedenktafel – Pasaréti Straße,
- Lőrinc-Szabó-Gedenktafel – Volkmann Straße,
- Béla-Bartók-Gedenkhaus – Csalán Straße

## Bekannte Einwohner
- Béla Bartók Komponist – Csalán Straße 29.
- Tibor Déry Schriftsteller – Lotz Károly Straße 20.
- Ernő Dohnányi Komponist – Széher Straße 24.
- Ferenc Herczeg Schriftsteller – Hűvösvölgyi Straße 87.
- Pál Jávor Schauspieler – Pasaréti Straße 8.
- Emília Márkus Schauspielerin mit Schwiegersohn Vaclav Nyizsinszkij Tänzer – Hűvösvölgyi Straße 85.
- Imre Nagy Politiker – Orsó Straße
- László Németh Schriftsteller – Szilágyi Erzsébet Allee 79.
- Amy Károlyi Dichterin mit Ehemann, Sándor Weöres Dichter – Muraközi Straße 10/A.
- Rezső Kókai Komponist – Torockó Straße 11.
- István Örkény Schriftsteller – Pasaréti Straße 39.
- Lőrinc Szabó Dichter – Volkmann Straße 8.
- Magda Szabó Schriftstellerin mit Ehemann, Tibor Szobotka Schriftsteller – Júlia Straße 3.
- Mária Szepes Schriftsteller – Júlia Straße 13.
- Antal Szerb Schriftsteller – Torockó Straße 9/a.
- Judit Pincési Dichter – Nagyajtai Straße 1/b.
- Zoltán Várkonyi Schauspieler-Regisseur – Nagyajtai Straße 10.